# 랍비

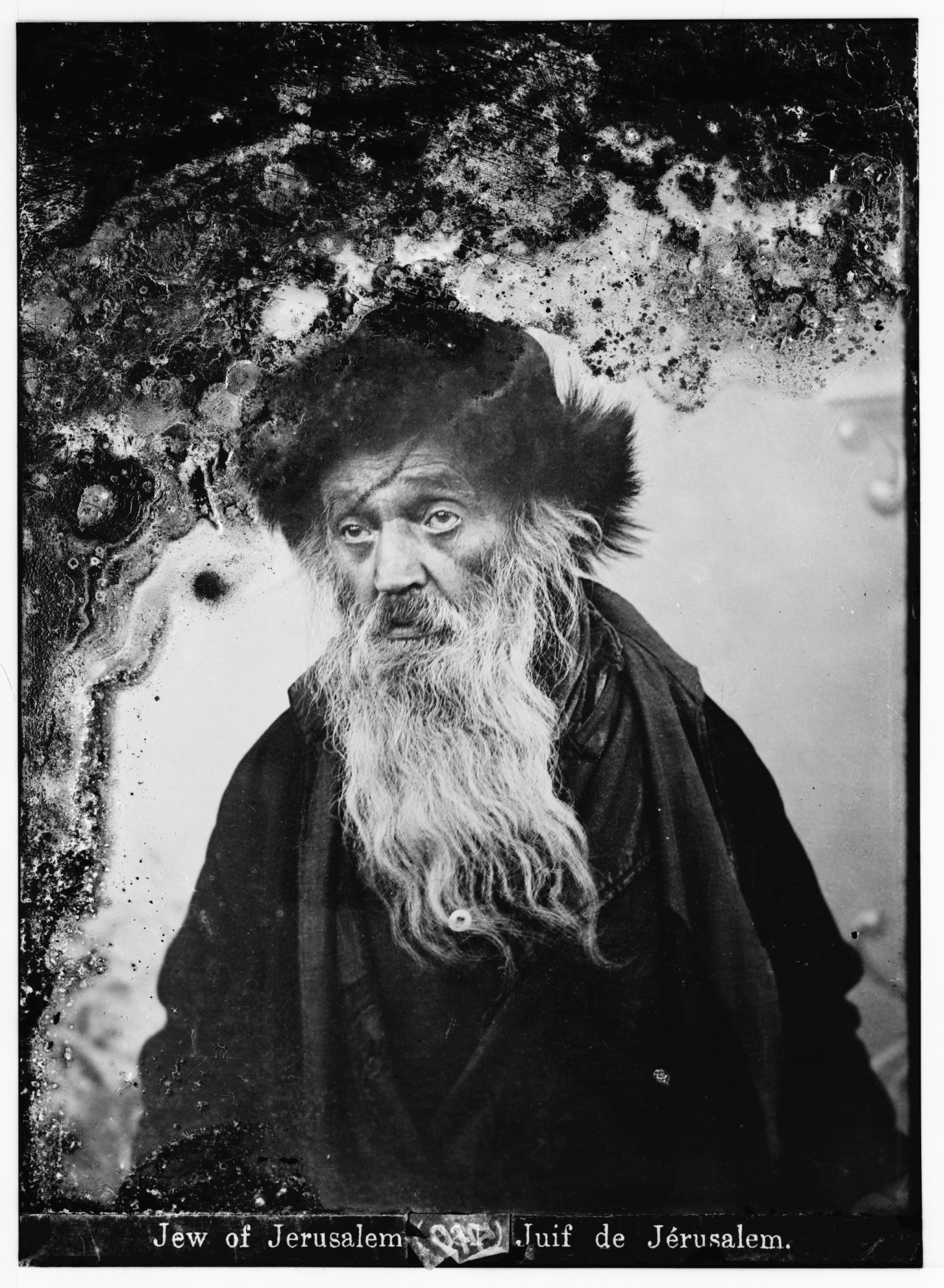
랍비의 모습

랍비(히브리어: רִבִּי ribbī 또는 רַבִּי rabbī, 영어: Rabbi)는 '나의 선생님' '나의 주인님'이라는 뜻의 히브리어로 유대교의 현인을 가리키는 말이다. 예수 그리스도도 그를 따르는 이들에게 선생이라는 뜻으로 랍비라고 불렸다.(요한 복음서 1:38) 이들 중 동유럽의 랍비들은 유대교 문서들을 비밀경찰의 눈을 피해 보존하는 등 유대교 신학계승에 업적을 남겼다.

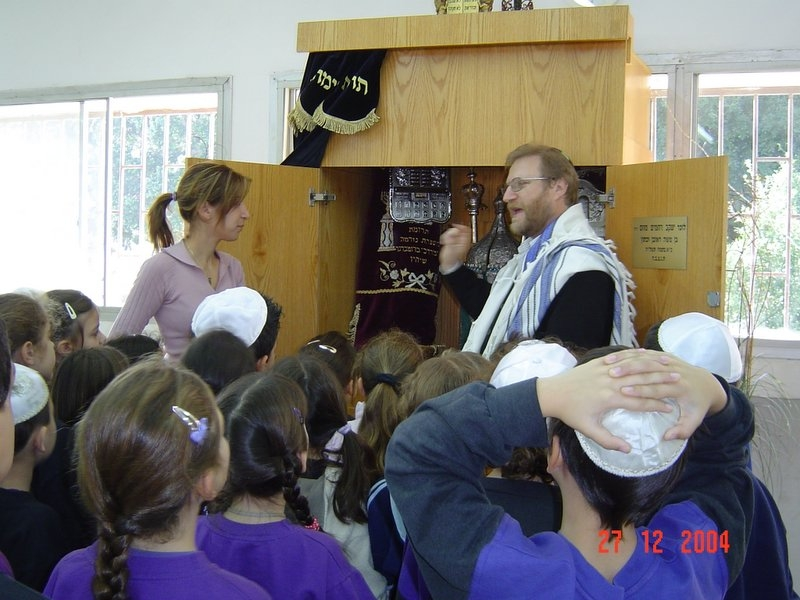
아이들을 가르치고 있는 현대의 랍비

## 역사
랍비는 현인(賢人)이나 율법학자, 율법 선생들을 가르키는 호칭으로 사용되어 왔으나, AD 1세기에 제2성전이 파괴되어 사두개파 등 성전 중심의 기존 세력이 몰락하게 되자 바리새파가 주류가 되어 유대교의 랍비는 바리새파가 자리매김하였다. 점차 랍비가 유대교 공동체 업무을 맡게 되었고 이후에 봉급도 받게 되었다. 이것은 랍비와 율법(토라), 시나고그를 중심으로 한 랍비 유대교로 발전하여 현대까지 주류 종파로서 이어지고 있다.

## 기능
랍비는 유대인 사회 내에서 중요한 역할을 맡는데, 그 기능은 시대나 장소에 따라 달라져 왔다. 랍비들은 성서를 바탕으로 한 유대교의 율법을 가르쳐 후대에 전달하는 역할을 하며, 주로 종교와 관련된 상담을 맡는 목회자의 역할 역시 담당한다. 또한 유대인 자치단체의 법률을 규정하거나 해당 사회 내의 분쟁 조정이나 징계 등과 같은 조정자, 판단자의 역할도 맡았었으나, 18-19세기 유럽에서 일어난 유대인 제재 조치의 철폐, 이른바 유대인 해방이 일어난 이후 이 역할의 비중은 줄어들었다. 또한 종교적 사항들을 잘 지키고 있는지에 대한 감독이나 예배의 지도를 맡기도 한다.

## 같이 보기
- 성직자
- 여성 랍비 및 토라 학자